# ザ・ジョン・スペンサー・ブルース・エクスプロージョン VS ギターウルフ
『ザ・ジョン・スペンサー・ブルース・エクスプロージョンVSギター・ウルフ』はアメリカのロックバンド、ジョン・スペンサー・ブルース・エクスプロージョンとギターウルフが2013年に発表したDVD付きミニスプリットアルバムである。

## 収録曲
CD
1. スモーク・オン・ザ・ウォーター
2. シーズ・オン・イット〜ジャック・ザ・リッパー
3. ガソリン子守唄

DVD
1. イナズマのメロディ
2. オールナイトでぶっとばせ!!
3. ドーベルマンナイト
4. ジェット ジェネレーション
5. ワイルド ゼロ
6. ガズークス|テル・ミー・ザット・ユー・ラヴ・ミー|スウェット|シャート・ジャック|ブルース・X・マン|ソウル・タイプキャスト|アンクリアー (アウトロ) (メドレー)
7. ベルボトムズ (ボーナス・トラック)